# Vadim de Stoute
Vadim de Stoute (Russisch: Вадим Храбрый, Vadim Chrabryj) was een legendarische 9e-eeuwse leider van de Ilmenslovenen in hun strijd tegen Rurik en de Varjagen.
Volgens de 16e-eeuwse Nikonkroniek kwamen de Novgorodiërs in opstand tegen het despotisme van Rurik. Diens Varjagische lijfwacht ofwel droezjina slaagde erin om de opstand te onderdrukken en hun leider, Vadim te doden.
In oudere bronnen zoals de Nestorkroniek wordt zijn naam niet genoemd. Vanaf de 19e eeuw wordt zijn bestaan door de meeste historici betwijfeld. De Nikonkroniek wordt gedacht de politieke ideologie van het ontluikende Tsaardom Rusland te weerspiegelen. 
Vadim werd een van de meest populaire karakters in de 18e-eeuwse Russische literatuur. Jakov Knjazjnin, een vooraanstaande toneelschrijver, schreef een toneelstuk waarin hij Vadim, als verdediger van de oude vrijheid van Novgorod, contrasteerde met de autoritaire Rurik. Tegen de achtergrond van de Franse Revolutie werd Knjazjnin door Catharina de Grote beschuldigd van Jakobinisme en alle gedrukte exemplaren werden verbrand.
Zijn vrijheidslievende karakter sprak de geest van de romantiek aan. Drie vooraanstaande Russische dichters van het tijdperk, Aleksandr Poesjkin, Vasili Zjoekovski en Michail Lermontov schreven gedichten op basis van de heldendaden van Vadim.
Tegenwoordig wordt hij als een legendarisch personage beschouwd.